# Apisa subcanescens
Apisa subcanescens là một loài bướm đêm thuộc phân họ Arctiinae, họ Erebidae.